# The Amityville Curse
The Amityville Curse és una pel·lícula canadeca produïda i dirigida per Tom Berry sota el segell Allegro Films i estrenada directament en vídeo el 1990. És la cinquena pel·lícula de la saga Amityville.

## Argument
Cinc persones, Marvin, la seva dona Debbie i els seus tres amics Frank, Abigail i Bill, compren la casa d'Amityville per a restaurar-la i poder-la revendre després fent un munt de diners. Tot i que la senyora Moriaty els avisa que la casa està encantada, ells decideixen dormir-hi diverses nits.

## Repartiment
- Kim Coates: Frank
- Dawna Wightman: Debbie
- Helen Hughes: Moriaty
- David Stein: Marvin
- Anthony Dean Rubes: Bill
- Cassandra Gava: Abigail
- Jan Rubes: Priest
- Scott Yaphe: Thin Boy
- Mark Camacho: Krabel

## La saga
La saga de pel·lícules es basa en els fets descrits en el llibre supervendes de Jay Anson del 1977, The Amityville Horror: A True Story. L'autor del llibre descriu el relat d'una família, els Lutz, que va anar a viure a la casa situada al número 112 de l'avinguda Ocean d'Amityville, a Long Island (Nova York). L'any anterior (1974) hi havia hagut una massacre a la casa, sis membres de la família DeFeo havien estat assassinats a trets i un setè membre, Ronald Jr., "Butch", havia estat acusat del crim i sentenciat a presó. Els Lutz van explicar públicament que la casa estava encantada i que hi havia dimonis. L'autor del llibre va ser assessorat per la família Lutz. L'adaptació del llibre al cinema va esdevenir la primera pel·lícula de la saga. Posteriorment diversos autors van escriure més llibres més sobre aquesta història, alguns dels quals es van fer servir com a base de les pel·lícules posteriors.
- The Amityville Horror (1979)
- Amityville II: The Possession (1982)
- Amityville III: The Demon / Amityville 3-D (1983)
- Amityville IV: The Evil Escapes (1989)
- The Amityville Curse (1990)
- Amityville: It's about time (1992)
- Amityville: A New Generation (1993)
- Amityville Dollhouse (1996)
- The Amityville Horror (2005), remake de la primera pel·lícula del 1979.
- The Amityville Haunting (2011)